# Cabinet Biesheuvel II
Pour les articles homonymes, voir Cabinet Biesheuvel.
Royaume des Pays-Bas
Biesheuvel I Den Uyl
Le cabinet Biesheuvel II (en néerlandais : Kabinet-Biesheuvel II) est le gouvernement du Royaume des Pays-Bas entre le 9 août 1972 et le 11 mai 1973, durant la vingt-troisième législature de la Seconde Chambre des États généraux.

## Historique du mandat
Dirigé par le Premier ministre chrétien-démocrate sortant Barend Biesheuvel, ce gouvernement est constitué par une coalition de centre droit entre le Parti populaire catholique (KVP), le Parti populaire libéral et démocrate (VVD), le Parti antirévolutionnaire (ARP) et l'Union chrétienne historique (CHU). Ensemble, ils disposent de 74 représentants sur 150, soit 49,3 % des sièges de la Seconde Chambre.
Formé à la suite de la rupture de la coalition au pouvoir depuis juillet 1971, il succède au cabinet Biesheuvel I, constitué et soutenu par le KVP, le VVD, l'ARP, la CHU et les Démocrates socialistes '70 (DS'70).

### Formation
Le 13 juillet 1972, les deux ministres membres des DS'70 remettent leur démission pour signifier leur opposition au projet de budget de l'État pour 1973, qui prévoit des réductions budgétaires dans les secteurs des transports publics et de l'enseignement supérieur, dont ils ont la charge. Minoritaire, le cabinet démissionne six jours plus tard.
La reine Juliana désigne Biesheuvel « formateur » le 22 juillet, mais ce dernier ne parvient pas à ramener les DS'70 dans sa majorité. La souveraine lui adjoint le 28 juillet l'ancien ministre de la Justice Ynso Scholten, de la CHU, mais les deux émissaires royaux constatent rapidement leur échec. Le 9 août, les ministres reprennent leur démission, à l'exception de ceux issus des Démocrates socialistes '70 dont les postes sont redistribués.
Le cabinet n'étant pas de nouveau assermenté, il ne s'agit pas juridiquement d'un second gouvernement Biesheuvel, mais il est considéré comme tel.

### Succession
L'exécutif convoque donc des élections législatives anticipées pour le 29 novembre suivant. Au cours du scrutin, le Parti travailliste (PvdA) renforce sa position mais l'éclatement de la Seconde Chambre rend difficile la formation d'une majorité. Finalement, après 151 jours, le travailliste Joop den Uyl parvient à constituer son cabinet, auquel le KVP et l'ARP participent, à l'inverse du VVD et de la CHU.

## Composition
| Poste                                                                                      | Titulaire | Titulaire                           | Parti |
| ------------------------------------------------------------------------------------------ | --------- | ----------------------------------- | ----- |
| Premier ministre Ministre des Affaires générales                                           |           | Barend Biesheuvel                   | ARP   |
| Vice-Premier ministre Ministre des Finances                                                |           | Roelof Nelissen                     | KVP   |
| Vice-Premier ministre Ministre des Affaires intérieures                                    |           | Molly Geertsema                     | VVD   |
| Ministre des Affaires étrangères                                                           |           | Norbert Schmelzer                   | KVP   |
| Ministre de la Coopération pour le développement                                           |           | Kees Boertien                       | ARP   |
| Ministre de la Justice                                                                     |           | Dries van Agt                       | KVP   |
| Ministre de l'Éducation et de la Science                                                   |           | Chris van Veen                      | CHU   |
| Ministre de la Défense                                                                     |           | Hans de Koster                      | VVD   |
| Ministre du Logement et de l'Aménagement du territoire Ministre des Transports et des Eaux |           | Bé Udink                            | CHU   |
| Ministre des Affaires économiques                                                          |           | Harrie Langman                      | VVD   |
| Ministre de l'Agriculture et de la Pêche                                                   |           | Pierre Lardinois (jusqu'au 01/1973) | KVP   |
| Ministre de l'Agriculture et de la Pêche                                                   |           | Jaap Boersma                        | ARP   |
| Ministre des Affaires sociales                                                             |           | Jaap Boersma                        | ARP   |
| Ministre de la Culture, des Loisirs et du Travail social                                   |           | Piet Engels                         | KVP   |
| Ministre de la Santé et de la Protection de l'environnement                                |           | Louis Stuyt                         | KVP   |
| Ministre pour les Affaires du Suriname et des Antilles néerlandaises                       |           | Pierre Lardinois (jusqu'au 01/1973) | KVP   |
| Ministre pour les Affaires du Suriname et des Antilles néerlandaises                       |           | Molly Geertsema                     | VVD   |